# Стамболцян, Гагик Григорьевич
Га́гик Григо́рьевич Стамболця́н (арм. Գագիկ Գրիգորիի Ստամբոլցյան, 18 июня 1957, Ереван, Армянская ССР, СССР) — армянский пластический хирург. Министр здравоохранения Армении (1997—1998).

## Биография
Родился 18 июня 1957 года в Ереване.
В 1980 — окончил лечебный факультет ЕрГМИ по специальности «лечебное дело».
В 1981 году окончил интернатуру в Ереванской больнице скорой медицинской помощи № 1, а в 1983—1985 года прошёл клиническую ординатуру в отделении общей хирургии Московского Всесоюзного научного центра хирургии.
В 1980—1983-е года — хирург общего профиля Третьей клинической больницы, в 1985—1990 года — хирург Всесоюзного научного центра хирургии. В 1990—1991 годы стажировался в Йельском университете.
В 1991—1994 годах работал заведующим отделением, заведующим центром пластической хирургии, в 1994—1997 годах заведующим отделением медицинского центра «Эребуни».
В 1997—1998 годах был министром здравоохранения РА.
В 1998—2000 годах был директором Ереванского центра реабилитационной хирургии.
В 2000—2003 годах был исполнительным директором медицинского комплекса «Сурб Нерсес Мец».
С 25 мая по 3 декабря 2003 года — депутат Национального Собрания РА, заместитель председателя постоянной комиссии по охране окружающей среды, здравоохранению и социальным вопросам.
В 2003—2012 годах был директором медицинского центра «Канакер-Зейтун».
В 2012 году основал и руководит медицинским центром «Авангард Мед».
В 2013 году организовал и руководил «4-м Международным конгрессом технологических инноваций в пластической хирургии».

## Личная жизнь
Женат, двое детей.

## Дополнительная информация
- 1975—1980 — Ереванский государственный медицинский институт.
- 1980—1981 — интернатура Ереванской больницы скорой помощи N1. Пластический хирург.
- 1981—1984 — работал врачом на Ереванской станции скорой помощи.
- 1984—1986 — клинический ординатор в Ереванском филиале Всесоюзного научного хирургического центра (ВНХЦ).
- 1986—1991 — микрохирург в ВНХЦ.
- 1990—1991 — прошёл переподготовку в Йельском университете (США).
- 1991—1994 — работал в институте хирургии им. Микаэляна заведующим отделом, руководителем центра пластической хирургии.
- 1994—1997 — заведующим отделом медицинского центра «Эребуни».
- 1997—1998 — был министром здравоохранения Армении.
- 1998—2000 — директор Ереванского центра восстановительной хирургии.
- 2000—2003 — исполнительный директор медицинского центра «Св. Нерсес Великий» (Ереван).
- 25 мая 2003 — избран депутатом парламента. Заместитель председателя постоянной комиссии по социальным вопросам, по социальным вопросам здравоохранения и охраны природы. Член ОТП.
- С декабря 2003 — исполнительный директор медицинского комплекса «Канакер-Зейтун».